# Caroline Heycock
Caroline Heycock és una sintactista escocesa i professora de lingüística a la Universitat d'Edimburg.
El 1991 es va doctorar a la Universitat de Pennsilvània amb una tesi titulada Layers of predication: The non-lexical syntax of clauses.
És coneguda per la seva feina en l'àmbit de la sintaxi teòrica, amb especial referència a l'anglès, el feroès i les altres llengües germàniques, i al japonès. Els temes sobre els quals ha realitzat investigacions notables inclouen fenòmens de reconstrucció, equatives i altres construccions copulars, en particular oracions pseudoclivellades, la sintaxi i la semàntica de la conjunció nominal i el desgast sintàctic en la llengua materna dels aprenents avançats d'una segona llengua. El 2019 va ser coautora d'un treball que examinava la possible posició de les contraccions en l'anglès escocès (no confondre amb l'scots), centrant-se en l'ús d'unes "expressions de descoberta locativa" ("locative discovery expressions") en què els parlants poden pronunciar tant "there it's there" com "there its".
Ha estat editora en cap del Journal of Linguistics, publicat per la Cambridge University Press per a l'Associació Lingüística de Gran Bretanya i actualment forma part del seu consell editorial. És membre de l'equip del projecte Scots Syntax Atlas.
El juliol de 2019, Heycock va ser escollida membre (fellow) de l'Acadèmia Britànica.

## Publicacions seleccionades
- Caroline Heycock. 1995. "Asymmetries in reconstruction," Linguistic inquiry. 547–570.
- Caroline Heycock, Anthony Kroch. 1999. "Pseudocleft connectedness: Implications for the LF interface level,"
- Linguistic inquiry, 30(3), 365–397.
- Ianthi Tsimpli, Antonella Sorace, Caroline Heycock, Francesca Filiaci. 2004. "First language attrition and syntactic subjects: A study of Greek and Italian near-native speakers of English,"
- International Journal of Bilingualism 8 (3), 257–277.
- Caroline Heycock. 2006. "Embedded root phenomena," 2006. The Blackwell companion to syntax.
- Gary Thoms, David Adger, Caroline Heycock, Jennifer Smith. 2019. "Syntactic variation and auxiliary contraction: The surprising case of Scots," Language. 95 (3), 421–455.